# پاتریک فلتلی
پاتریک فلتلی (انگلیسی: Patrick Flatley؛ زادهٔ ۳ اکتبر ۱۹۶۳) بازیکن هاکی روی یخ اهل کانادا است.
از باشگاه‌هایی که در آن بازی کرده‌است می‌توان به نیویورک رنجرز اشاره کرد.